# Ignatius Kung Pin-mei
Ignatius Kung Pin-Mei (xinès simplificat:龚品梅; xinès tradicional:龔品梅; pinyin: Gōng Pǐnméi; Wade–Giles: Kung P'in-mei; 2 d'agost de 1901 - 12 de març de 2000) va ser el bisbe catòlic de Xangai (Xina) des de 1950 fins a la seva mort l'any 2000. Va passar 30 anys a les presons xineses per desafiar els intents del govern comunista de la Xina de controlar els catòlics al país a través de l'Associació Patriòtica Catòlica aprovada pel govern. En el moment de la seva mort, era el membre més antic del Col·legi de Cardenals.

## Biografia
Gong Pinmei va néixer el 1901 en una família de llarga tradició catòlica al llavors districte rural de Pudong de Xangai (al costat oriental del riu). Batejat de nen, va rebre la seva educació secundària al famós barri catòlic de Xujiahui (Zikawei al dialecte de Xangai) al Col·legi de Sant Ignasi, que estava atès per jesuïtes francesos i xinesos. Gong va ser ordenat sacerdot en 1930.
En aquesta època, administrava aquesta regió el jesuïta francès Augusto Haouisee. A la mort del bisbe Haouisee en 1949, la Congregació per a la Propagació de la Fe a Roma va decidir dividir el vicariat en quatre parts: les diòcesis de Suzhou i Xangai i dos vicariats apostòlics, un per ser dirigit per jesuïtes de la Província de Califòrnia i l'altre pels jesuïtes francesos de la Província de París, que havia estat enviant missioners a la Xina des de 1842. Kung va ser nomenat el primer bisbe de la diòcesi de Suzhou el 9 de juny de 1949, sent consagrat el 7 d'octubre següent pel cardenal Antonio Riberi, llavors nunci apostòlic a la Xina.
A l'agost de 1950, Gong va ser instal·lat com a bisbe de Xangai a la Catedral de San Francisco Javier, a Dongjiadu, encara que va conservar la seva posició com a administrador apostòlic de Suzhou. Després de la seva instal·lació, Gong va començar a denunciar les autoritats comunistes. En aquell moment, els comunistes estaven tractant de dividir els catòlics xinesos dels seus correligionaris estrangers, havent ja expulsat molts dels missioners estrangers. Uns anys abans, al proper vicariat de Xuzhou, el 1947, per exemple, les tropes comunistes havien cremat i destruït diversos edificis propietat de l'església, incloent una escola i una gran església de pedra a Tangshan. Jesuïtes francòfons del Canadà administraven aquest vicariat. Els catòlics xinesos no es feien per tant gaires il·lusions pel que fa al que el futur els deparava si el Guomindang perdia la guerra civil.
Des del moment del seu nomenament i afrontant aquesta realitat política, el bisbe Kung va buscar activament dinamitzar i animar els catòlics de Xangai i, de fet, les comunitats catòliques a tota la Xina. Ho va fer a través de la seva predicació pública, el seu suport a les associacions laïcals populars com la Legió de Maria, i la seva promoció d'algunes activitats públiques de la vida de l'església com a processons i actes litúrgics a l'aire lliure. En 1951, va dirigir un pelegrinatge dels catòlics de Xangai a Sheshan (també conegut pel seu nom en el dialecte de Xangai, Zose), per tal de consagrar les comunitats catòliques xineses a la protecció de Maria, Reina de la Xina.
A la nit del 8 de setembre 1955, funcionaris de l'Oficina d'Afers Religiosos de Xangai el van arrestar. La seva detenció va ser part d'una operació minuciosament organitzada: aproximadament 300 laics catòlics xinesos i uns vint sacerdots i religiosos van ser arrestats a la mateixa nit. Després de cinc anys de presó, el bisbe Gong va ser condemnat a cadena perpètua en 1960 per activitats contrarevolucionàries., i no va ser alliberat fins a mitjans de la dècada de 1980. Va romandre sota arrest domiciliari durant els primers anys després de la seva sortida de la presó.
Kung va ser nomenat secretament cardenal in pectore al consistori de 1979 pel papa Joan Pau II. La fórmula in pectore s'utilitza quan un papa nomena un cardenal sense anunciar-ho públicament per tal de protegir la seguretat del cardenal i de la seva congregació. Després de ser alliberat el 1986, va ser mantingut sota arrest domiciliari fins al 1988. Kung va saber que era cardenal durant una reunió privada amb el Papa a la Ciutat del Vaticà el 1988,. i la seva pertinença al Col·legi de Cardenals es va fer pública el 1991. Aleshores ja havia arribat als 80, per la qual cosa no tenia dret a participar en un conclave. Kung va deixar la Xina el 1988 i es va establir als Estats Units.
Va morir l'any 2000, als 98 anys, d'un càncer d'estómac a Stamford, Connecticut. El seu funeral es va celebrar a l'església de Sant Joan Evangelista (avui basílica de Sant Joan Evangelista) a Stamford, presidit el cardenal James Francis Stafford, president del Consell Pontifici per als Laïcs. El cos de Kung va ser transportat a l'Església Estel del Mar de San Francisco, Califòrnia, per a una missa baixa presidida pel cardenal Paul Shan Kuo-hsi de Taiwan. L'endemà es va pronunciar una missa pontifical de rèquiem amb la litúrgia tridentina en llatí a la parròquia de les Cinc Nafres de San José, Califòrnia , amb el cardenal Shan novament presidit. Kung està enterrat al costat de Dominic Tang , SJ (Arquebisbe de Cantó, Xina) al cementiri de la missió de Santa Clara a Santa Clara, Califòrnia.
Va indicar al testament que volia "ser enterrat a Xangai un cop que el Partit Comunista Xinès no governi més a la Xina".